# El Mokrani
Pour les articles homonymes, voir Mokrani.
El Mokrani, également appelé Soufflat, est une commune de la wilaya de Bouira en Algérie.

## Géographie
|                             | Zbarbar, Maala | Kadiria  |
| Maghraoua (wilaya de Médéa) | El Mokrani     | Djebahia |
|                             | Souk El Khemis |          |

### Paysages du village d'El Mokrani
|  |  |

## Personnalités historiques
- Sidi Salem  Ben Makhlouf, fondateur et ancêtre d'illustres descendants dont Cheikh Ahmed Tayeb Ben Salem (Khalifat El Amir Abdelkader) qui a mené une résistance à la colonisation française de 1837 à 1848.
- Cheikh Ahmed Tayeb Ben Salem quitta la région de Soufflat, l'actuelle commune El-Mokrani, accompagné de plus de 400 membres de sa famille avant de prendre l'exil vers le Hedjaz puis le Levant (Bilad el-Cham). C'est dans les années 1850 qu'il quitta sa terre natale et sa patrie pour laquelle il a combattu l'armée coloniale française.Il est enterré en Syrie (Dans la région d'Alep ou Hauran)[2].
- Cheikh El Mokrani (vers 1815-1871), chef de résistant qui a dirigé une révolte de même nom contre la colonisation française.